# Helene Swanepoel
Helene Swanepoel (ur. 5 sierpnia 1996) – południowoafrykańska lekkoatletka specjalizująca się w biegach płotkarskich. 
W 2013 została mistrzynią świata juniorów młodszych na dystansie 400 metrów przez płotki. Medalistka mistrzostw Republiki Południowej Afryki.

## Osiągnięcia
| Rok  | Impreza                               | Miejsce | Konkurencja                     | Lokata     | Wynik |
| ---- | ------------------------------------- | ------- | ------------------------------- | ---------- | ----- |
| 2013 | Mistrzostwa świata juniorów młodszych | Donieck | bieg na 400 metrów przez płotki | 1. miejsce | 58,08 |

## Rekordy życiowe
- Bieg na 400 metrów przez płotki – 58,08 (2013)